# مصطفى غوكهان غلشن
مصطفى غوكْهان غُلْشَنْ (بالتركية: Mustafa Gökhan Gülşen)‏, (ولد: 18 أغسطس 1970, في قسْطَمونو, تركيا) سياسي تركي. ونائب سابق في البرلمان التركي لأكثر من دورة ممثلا عن حزب العدالة والتنمية.